# 박기동 (1874년)
박기동(朴起東, 1874년 5월 8일 ~ 1940년 8월 13일)은 대한제국과 일제강점기의 관료로, 본명은 박창실(朴昌實, 1905년 9월 개명하기 이전까지 사용함)이며 본관은 강릉(江陵), 본적은 강원도 강릉군이다.

## 생애
1902년 6월 16일 경기도 관찰부 주사로 임명되었으며 1904년 8월 12일부터 1905년 3월 24일까지 강원도 관찰부 주사를 역임했다. 1908년 대한협회 회원과 관동학회 발기인을 역임했고 1909년 7월 9일 공립보통학교 한문전과부훈도에 합격했다.
1914년 4월 27일 조선총독부로부터 목배 1개를 받았고 1917년 9월 21일부터 1920년까지 강원도 참사를 역임했다. 1918년 강원도 지방토지조사위원회 임시위원을 역임했으며 1924년 4월 1일 강원도 민선 도평의회원으로 선출되었다.
1924년 5월 주문진금융조합 감사, 1924년 12월 강릉식산조합 조합장으로 각각 선임되었고 1927년 4월 19일 강릉식산조합 조합장으로 중임되었다. 1927년 12월 7일부터 1931년까지 강릉전기주식회사 이사를 역임했으며 1928년 7월 2일 강릉삼림조합 부회장으로 선임되었다.
1928년 11월 16일 일본 정부로부터 쇼와 대례 기념장을 받았으며 1930년 6월 3일부터 1933년 6월 2일까지 조선총독부 중추원 참의를 역임했다. 1932년 10월 1일 일본 정부로부터 조선 쇼와 5년 국세 조사 기념장을 받았고 1934년 강원도 강릉소작위원회 소작위원, 1937년 태창공업주식회사 이사를 역임했다.
친일파 708인 명단의 중추원 부문, 민족문제연구소의 친일인명사전 수록자 명단의 중추원 부문, 친일반민족행위진상규명위원회가 발표한 친일반민족행위 705인 명단에 포함되었다.

## 참고자료
- 친일반민족행위진상규명위원회 (2009). 〈박기동〉. 《친일반민족행위진상규명 보고서 Ⅳ-6》. 서울. 49~58쪽.